# Атака (музика)
Ата́ка зву́ку — одна з найважливіших динамічних характеристик художнього звуку в музично-виконавському мистецтві; початковий імпульс звуковидобування, необхідний для утворення звуків при грі на якомусь музичному інструменті або при співі вокальних партій; деякі нюанси характеристик різних способів звуковидобування, виконавських штрихів, артикуляції і фразування.

## Фізична і психоакустична природа атаки звуку
В аспекті суто фізичному, той чи інший характер атаки звуку обумовлений крутизною і тривалістю переднього фронту спектрального складу частотних коливань первісного звукового імпульсу, що утворюється в момент вилучення звуку при грі на якомусь музичному інструменті або при виконанні вокальних партій.

З іншого боку, з психоакустики відомо, що чим швидше наростає звуковий імпульс, тим далі його спектр простягається в високочастотну область, а тому сильні (яскраві) атаки звуків завжди асоціюються у слухачів з високочастотними спектральними компонентами, і навпаки.

## Види атаки звуку
У вокальній практиці розрізняють три основних види атаки звуку:
- тверда атака, що забезпечує звучанню голосу гучність, яскравість, енергійність, різкість;
- м'яка атака, що надає звучанню голосу м'якість, бархатистість, багатство обертонів;
- придихова атака; в розмовній мові цьому виду атаки звуку відповідає голосове звуковидобування при «секретній бесіді», яка ведеться на приглушених тонах і довірчих інтонаціях.

Для кожного музичного інструменту (струнного, духового, ударного і т. д.) використовувана при грі на ньому атака звуку має свої індивідуальні особливості, зумовлені конструкцією цього інструменту і специфікою притаманних нього способів звуковидобування.